# William Wellesley-Pole, 3.º Conde de Mornington
William Wellesley-Pole, 3.º Conde de Mornington GCH PC  (20 de maio de 1763 – 22 de fevereiro de 1845), conhecido como Lord Maryborough entre 1821 e 1842, era um político anglo-irlandês e um irmão mais velho do Duque de Wellington. Seu sobrenome mudou duas vezes: ele nasceu com o nome de Wesley, que ele mudou de Wesley-Pole seguinte uma herança em 1781. Em 1789 a ortografia foi atualizada para Wellesley-Pole, assim como outros membros da família tinha mudado Wesley para Wellesley.

## Biografia
Ele nasceu como William Wesley, em Dangan Castle, o segundo filho de Garret Wesley, 1.º Conde de Mornington por seu casamento com Annie Hill, filha de Arthur Hill-Trevor, 1.º Visconde Dungannon. Ele era o irmão mais novo de Richard Wesley, mais tarde Marquês Wellesley, e irmão mais velho de Arthur, que se tornou duque de Wellington, e de Henry.
Wesley foi educado em Eton (1774-1776) antes de entrar na Marinha Real como aspirante, servindo na Marinha entre 1777 e 1783; mais notavelmente a bordo do HMS Lion, um novo navio lançado em 1777, na batalha de Granada de 1779.
Devido às dívidas de seu pai, a família Wesley entrou em rigor financeiro. Este efeito foi parcialmente aliviado após a morte em 1781 de William Pole, de Ballyfin na Irlanda, seu padrinho e marido de sua tia-avó Ann Colley, que sem descendentes legou suas propriedades para Wesley, com a condição de que era habitual em tais situações que ele deve adotar o sobrenome "Pole". Pole era descendente de Peryam Pole, terceiro filho do antiquário Sir William Pole (1561-1635) de Shute House, Devon, um irmão de Sir John Pole, 1.º Baronete. Ele havia se casado com Ann Colley, a irmã do avô de Wesley, Richard Wesley, 1.º Barão de Mornington (1690-1758). Este Wesley tinha nascido Richard Colley, mas tinha mudado seu nome em 1728, seguindo uma herança, para Wesley. Foi assim que, em 1781, de acordo com a vontade de seu tio-avô William Pole, Wesley mudou seu nome para Wesley-Pole.
Um Tory, Mornington era um membro do Parlamento irlandês para Trim (1783-1790) e da Câmara dos Comuns britânica por East Looe 1790-1795 e  Queen's County (1801-1821). Ele serviu como secretário do Almirantado sob o Duque de Portland entre 1807 e 1809 e como secretário-chefe para a Irlanda sob Spencer Perceval entre 1809 e 1812 e também foi o Lord of Treasury da Irlanda entre 1809 e 1811 e ministro das Finanças da Irlanda entre 1811 e 1812. Mornington foi empossado, tanto do Conselho Privado britânico e do Conselho Privado da Irlanda em 1809. Ele serviu no governo de Lord Liverpool (1814-1823) como Mestre da Casa da Moeda. Em 1821 ele foi elevado à nobreza do Reino Unido como Barão Maryborough, de Maryborough em Queen's County (agora Portlaoise, Co. Laois). De 1823 a 1830 foi Mestre da Buckhounds e entre 1834 e 1835 o Chefe das Comunicações.
Com a morte de seu irmão Richard sem descendentes, torna-se o 3.º Conde de Mornington.
Em 1784 casou-se com Katherine Elizabeth Forbes, filha do almirante John Forbes e neta do George Forbes, 3.º Conde de Granard e de William Capell, 3.º Conde de Essex. Eles tiveram o seguinte descendência, um filho e três filhas:
- William Pole-Tylney-Long-Wellesley, 4.º Conde de Mornington, que herdou os títulos de seu pai.
- Lady Mary Charlotte Anne Wellesley[3]
- Lady Emily Harriet
- Lady Priscilla Anne[4]

## Ligação externa
William Wellesley-Pole, Master of the Mint